# Segurilla
Segurilla és un municipi de la província de Toledo, a la comunitat autònoma de Castella la Manxa. Limita al nord amb Montesclaros, al sud amb Talavera de la Reina i Pepino, a l'est amb Cervera de los Montes i a l'oest amb Mejorada.

## Demografia
| 1996 | 1998 | 1999 | 2000 | 2001  | 2002  | 2003 | 2004  | 2005  | 2006  | 2007  |
| ---- | ---- | ---- | ---- | ----- | ----- | ---- | ----- | ----- | ----- | ----- |
| 952  | 918  | 956  | 981  | 1.001 | 1.004 | 988  | 1.070 | 1.081 | 1.132 | 1.182 |